# Journeys (Джонстон)
Journeys (укр. Подорожі) — музичний твір Бена Джонстона, написаний 1987 року.
Композицію Journeys для хору та оркестру було написано 1987 року. Американський композитор Бен Джонстон написав її спеціально для церемонії вручення Премії губернатора Іллінойсу, яка проходила в Спрингфілді. Твір присвячений меценату Полу Фромму, засновнику однойменного фонду, який підтримував американських музикантів, що помер влітку 1987 року.
Композиція складається з двох частин: «Going» (укр. Відхід), що заснована на народній пісні, та «Returning» (укр. Повернення), в якій на музику покладений вірш Карла Сендбурга зі збірки The People, Yes. Бен Джонстон вкладав у цей твір подвійний зміст: по-перше, більшу частину свого життя та музичної кар'єри він провів в Іллінойсі, який покинув лише в середині 1980-х років, переїхавши до Північної Кароліни, тому «Подорожі» символізували нещодавні події з його біографії; по-друге, він проводив паралелі між подорожжю та смертю Фромма.
Як і багато інших творів Джонстона, Journeys написано не в рівномірно-темперованому, а в розширеному чистому строї. Композитор намагався настроїти інструменти таким чином, щоб досягти акустичного консонансу, що призводило до появи нескінченно великої кількості нот замість звичних дванадцяти. Прем'єра твору відбулася у виконанні Симфонічного оркестру Спрингфілда. В інтерв'ю 1995 року Бен Джонстон згадував, що Journeys став лише четвертим твором, який він написав для симфонічного оркестру, виділяючи серед попередніх симфонічних робіт Квінтет для груп.